# День святого Бертольда
«День святого Бертольда» — праздник в Швейцарии, который отмечается в большинстве её кантонов (кантональные праздники выбирают сами кантоны по собственному усмотрению — до девяти дней в году, как правило, путём референдума) каждый год, 2 января.

## История и празднование
Праздник «День святого Бертольда» действительно имеет место в календаре ряда кантонов Швейцарии, однако следует знать, что такого святого у католиков нет, как не существует и даты его почитания в литургическом календаре.
В немецком звучании (а большинство кантонов разговаривают именно на немецком) праздник называется просто «Berchtoldstag» (без приставки «святой»). В кантонах, где Бертольд считается иностранцем, например в кантоне Во, праздник именуют просто «2 января».
Тем не менее, «День Бертольда» — это день памяти реального исторического персонажа — герцога Бертольда V фон Церингена, получившего при жизни прозвище «Бертольд V Богатый». Именно его стараниями и деньгами власть Церингенов в Бургундии достигла пиковых для этого семейного клана высот. Герцог был одним из главных претендентов на трон, но после смерти Генриха VI снял свои претензии на престол в пользу Филиппа Швабского за грандиозную по тем временам плату в 11000 марок серебра.
Став обладателем гигантского даже по королевским меркам состояния, Бертольд V Богатый не впал в праздность, а направил свои силы на созидание, чем и оставил заметный след в истории Швейцарии. Герцог начал перестройку известного во всём мире фрайбургского собора, основанного его дедом Конрадом, чтобы создать усыпальницу для своего рода, хотя так и не успел её закончить до своей кончины.
В числе прочего, дабы защитить от набегов западную границу своих герцогских владений, в 1191 году Бертольд V заложил на берегу реки Аре поселение. Согласно легенде, герцог заявил, что назовет поселение в честь первого животного, убитого им на охоте. Этим животным стал медведь (по-немецки Bär), что и дало название городу Берн — нынешней столице страны. Изображение же этого величественного животного украсило герб города. Если проводить исторические аналогии, то основание Бертольдом V Богатым города Берна для Швейцарии имело значение, соизмеримое с заложением Санкт-Петербурга императором Петром Великим для Российской империи.
Бертольд V умер, не оставив потомков мужского пола, и бургундские имперские лены перешли под юрисдикцию императора. Берн стал свободным имперским городом, а впоследствии (1848) и столицей Швейцарской конфедерации. Неудивительно, что граждане страны бережно хранят память основателя своей столицы и одного из прекраснейших городов Европы.
В этот день проходят всевозможные праздничные мероприятия, конкурсы, подвижные игры, турниры, главными участниками которых становятся дети. Непременным атрибутом праздника являются жёлуди и орехи, которые собирают осенью и сохраняют специально для дня Бертольда.